# Fürth (Assia)
Fürth è un comune tedesco di 10 751 abitanti,, situato nel land dell'Assia.

## Amministrazione

### Gemellaggi
Zăbrani